# Второе (озеро, Челябинская область)
Второ́е — озеро в Красноармейском районе Челябинской области, восточнее Челябинска, южнее Курганского шоссе. На северном берегу Второго озера находится посёлок Петровский (Петровка), на юго-западном берегу — сады «Тракторосад № 4». На западном берегу, между Первым и Вторым озёрами расположены деревня Чурилово (не путать с посёлком Чурилово в котором расположена ж. д. станция Чурилово) и ж. д. станция Межозёрная на линии Челябинск-Главный — Каменск-Уральский. Западнее Второго озера располагается Первое озеро, восточнее — Третье озеро и Четвёртое озеро, а южнее — озеро Шелюгино, которое сообщается с ним каналом.

## Морфология
Площадь поверхности — 15,6 км², площадь водосбора — 52,2 км², объём — 81,1 млн м³. Второе озеро корытообразное, обладает плоским дном, выстланным рыхлым тёмно-серым илом. Берега ровные, пологие без островов.

## История
До начала промышленного развития Челябинска озеро было меньшим по размеру, в XVIII веке площадь озера составляла 11,1 км² и пересыхало в засушливые годы. Глубина составляла около 1 м. Стоки из Челябинского промышленного узла поступали через канал из озера Шелюгино. Уже с 1937 года произошло значительное повышение уровня воды и к 1950-м гг. уровень воды поднялся настолько, что началось подтопление населённых пунктов по берегам озера. С 1951 излишки воды стали поступать в реку Миасс по специально прорытому для этой цели каналу.

## Химический состав и качество воды
Минерализация вод озера меняется от 0,9 до 1,3 г/дм³. В начале 1970-х гг. вода была сульфатной натриевой с минерализацией 922 мг/дм³; в настоящее время она сульфатно-хлоридная натриевая. По результатам исследования 2007 г. среднее значение рН составило 7,68, щёлочности общей — 4,09 мг-экв/дм³, жёсткости общей — 9,42 мг-экв/дм³, минерализация — 1197 мг/дм³ (солоноватая). По классификации О. А. Алёкина вода имела хлоридный класс, группу натрия, тип I. Ионный состав (мг/дм³): хлориды — 280,5, гидрокарбонаты — 245,3, сульфаты — 235,4, бромиды — 55,2, карбонаты — 1,4, натрий — 214,7, калий — 12,3, кальций — 79,8, магний — 66,1. Содержание биогенного и органического вещества (мг/дм³): аммоний — 2,41, нириты — 0,30, нитраты — 3,61, фосфаты — 0,31, БПК полное — 3,17, окисляемость перманганатная — 5,7 мг/дм³. Среднее содержание растворённого кислорода — 6,51 мг/дм³, сероводород не обнаружен. По показателям бактериальной обсеменённости (МАФАнМ, аэромонады, псевдомонады) вода относится к категории I (чистая), по показателю коли-индекса (БГКП) — II (загрязнённая).

## Экология
Оз. Второе подвержено значительной техногенной нагрузке. Оно принимает воды оз. Шелюгино, в балансе которого стоки составляют более 80 %, а также испытывает влияние сельскохозяйственных объектов пос. Петровский и Потанино, садов товарищества «Чурилово», аэрозольных выбросов Челябинского металлургического и электрометаллургического комбинатов. В нем регистрируются стабильные превышения ПДК по органическим соединениям (ХПК), нефтепродуктам, фторидам, цинку, марганцу и меди. Вместе с тем, на озере не отмечалось заморных явлений; оно имеет хорошую кормовую базу и используется в рыбохозяйственных целях.